# Suella Braverman
Suella Braverman, właśc. Sue-Ellen Cassiana Braverman, nazwisko panieńskie Fernandes (ur. 3 kwietnia 1980 w Londynie) – brytyjska prawniczka (barrister) i polityk pochodzenia hinduskiego, członek Partii Konserwatywnej, poseł do Izby Gmin z okręgu Fareham. W okresie od 13 lutego 2020 do 2 marca 2021 oraz od 10 września 2021 do 6 września 2020 prokurator generalny Anglii i Walii. Od 6 września 2022 do 19 października 2022 i ponownie od 25 października 2022 minister spraw wewnętrznych w gabinecie Liz Truss oraz w gabinecie Rishiego Sunaka.

## Życiorys
Jej obydwoje rodzice wyemigrowali do Wielkiej Brytanii z Afryki – ojciec z Kenii, a matka z Mauritiusu w latach 60. XX wieku. Urodziła się w Londynie. Ukończyła studia prawnicze na Queens’ College oraz prawo europejskie i francuskie na Université Panthéon-Sorbonne.
W 2005 roku kandydowała na posła do Izby Gmin z okręgu Leicester East, przegrywając z kandydatem Partii Pracy, Keithem Vazem. W 2015 została wybrana posłem do Izby Gmin z okręgu Fareham. Uzyskała reelekcję w 2017 i 2019 roku.
13 lutego 2020 została powołana na stanowisko prokuratora generalnego Anglii i Walii, w okresie od 2 marca do 10 września 2021 w związku z jej ciążą stanowisko to zajmował tymczasowo Michael Ellis.
W lipcu 2022 w związku z ogłoszeniem przez Borisa Johnsona rezygnacji z funkcji premiera Wielkiej Brytanii oraz lidera Partii Konserwatywnej zgłosiła swoją kandydaturę na lidera partii. Jej kandydaturę odrzucono w drugiej turze głosowania.
6 września 2022 została powołana na stanowisko ministra spraw wewnętrznych. Ustąpiła 19 października 2022 z powodu użycia prywatnej skrzynki e-mail do wysłania oficjalnego, państwowego dokumentu. 25 października 2022 została ponownie powołana na stanowisko ministra spraw wewnętrznych w gabinecie Rishiego Sunaka. 13 listopada Sunak odwołał ją z urzędu; zastąpił ją dotychczasowy minister spraw zagranicznych James Cleverly.